# تورستن اشمیت
تورستن اشمیت (انگلیسی: Torsten Schmidt؛ زادهٔ ۱۸ فوریهٔ ۱۹۷۲) دوچرخه‌سوار اهل آلمان است.